# Schneiders späte Knorpelkirsche
Die Kirschsorte Schneiders späte Knorpelkirsche oder auch Schwarze Knorpelkirsche, Ziraat oder Schneiderkirsche ist eine zu den Knorpelkirschen gehörende Süßkirsche.
Nordwunder, Zeppelin und Rekord sind Auslesen von Schneiders Späte Knorpel.
Aus der Türkei wird die Sorte unter der fälschlichen Bezeichnung Napoleon in Deutschland vertrieben, was dort allerdings ein Synonym der Sorte Große Prinzessin ist.

## Herkunft
Die Sorte Schneiders späte Knorpelkirsche wurde um 1850 in Guben als Zufallssämling entdeckt und ist nach dem Besitzer des Grundstücks benannt, auf dem sie gefunden wurde. Sie ist eine der beliebtesten Kirschsorten und ist sehr häufig im Erwerbsanbau, aber auch in den Streuobstwiesen anzutreffen.

## Frucht
Der gerötete Fruchtstiel ist etwa 40 bis 45 Millimetern lang und kräftig. Die Steinfrucht ist breit herzförmig bei einem Durchmesser von bis zu etwa 30 Millimetern sehr groß, die Bauchnaht ist gut sichtbar und das Gewicht ist bis zu etwa 13 Gramm. Die für Knorpelkirschen typische zähe und mattglänzende Haut ist rotbraun bis schwarzbraun mit Sprenkeln. Das Fruchtfleisch ist mittelfest knackend und saftig süß, säuerlich würzig, mild harmonisch bei relativ hellroter Farbe. Der Stein ist bei einer Größe von etwa 12 Millimeter × 10 Millimeter eiförmig. Die Frucht reift in der 6.–7. Kirschwoche stark folgernd.

## Baum
Der Baum ist sehr starkwüchsig mit einer hohen pyramidenförmigen Baumkrone.

## Befruchtung
Die Blütezeit ist spät. Die Sorte Schneiders späte Knorpelkirsche braucht einen Befruchtungspartner. Geeignet sind andere spätblühende Kirscharten wie zum Beispiel die Hedelfinger Riesenkirsche, Büttners Rote Knorpelkirsche, Regina oder Schattenmorelle.